# Vela ai Giochi della VIII Olimpiade - 8 metri
La competizione della categoria 8 metri  di vela ai Giochi della VIII Olimpiade si tenne dal 21 al 26 luglio 1924 a Le Havre.

## Eliminatorie
Tutte le barche parteciparono a tutte e tre regate di qualificazione. In ogni regata, solo le prime due si qualificarono per la fase finale.

### 1ª regata
Si è disputata il 21 luglio.
| Pos. | Nazione       | Nome Barca - Atleti                                                                                      | Tempo    |
| ---- | ------------- | --- | -------- |
| 1    | Francia       | Namoussa Louis Bréguet, Pierre Gauthier, Robert Girardet, André Guerrier, Georges Mollard                | 3h16'11" |
| 2    | Norvegia      | Bera Carl Ringvold Sr., Rick Bockelie, Harald Hagen, Ingar Nielsen, Carl Ringvold Jr.                    | 3h17'02" |
| 3    | Gran Bretagna | Emily Ernest Roney, Edwin Jacob, Thomas Riggs, Walter Riggs, Harold Fowler                               | 3h18'03" |
| 4    | Argentina     | Blue Red Juan Carlos Milberg, Rolando Aguirre, César Gérico, Bernardo Milhas, Roberto Uriburu            | 3h19'15" |
| 5    | Belgio        | Antwerpia V Fernand Carlier, Maurice Passelecq, Emmanuel Pauwels, Victor Vandersleyen, Paul Van Halteren | 3h24'41" |

### 2ª regata
Si è disputata il 22 luglio.
| Pos. | Nazione       | Nome Barca - Atleti                                                                                      | Tempo    |
| ---- | ------------- | --- | -------- |
| 1    | Gran Bretagna | Emily Ernest Roney, Edwin Jacob, Thomas Riggs, Walter Riggs, Harold Fowler                               | 5h29'50" |
| 2    | Belgio        | Antwerpia V Fernand Carlier, Maurice Passelecq, Emmanuel Pauwels, Victor Vandersleyen, Paul Van Halteren | 5h31'51" |
| 3    | Argentina     | Blue Red Juan Carlos Milberg, Rolando Aguirre, César Gérico, Bernardo Milhas, Roberto Uriburu            | 5h31'56" |
| 4    | Norvegia      | Bera Carl Ringvold Sr., Rick Bockelie, Harald Hagen, Ingar Nielsen, Carl Ringvold Jr.                    | 5h35'26" |
| 5    | Francia       | Namoussa Louis Bréguet, Pierre Gauthier, Robert Girardet, André Guerrier, Georges Mollard                | 5h36'26" |

### 3ª regata
Si è disputata il 23 luglio.
| Pos. | Nazione       | Nome Barca - Atleti                                                                                      | Tempo    |
| ---- | ------------- | --- | -------- |
| 1    | Norvegia      | Bera Carl Ringvold Sr., Rick Bockelie, Harald Hagen, Ingar Nielsen, Carl Ringvold Jr.                    | 3h14'54" |
| 2    | Francia       | Namoussa Louis Bréguet, Pierre Gauthier, Robert Girardet, André Guerrier, Georges Mollard                | 3h15'26" |
| 3    | Gran Bretagna | Emily Ernest Roney, Edwin Jacob, Thomas Riggs, Walter Riggs, Harold Fowler                               | 3h17'59" |
| 4    | Argentina     | Blue Red Juan Carlos Milberg, Rolando Aguirre, César Gérico, Bernardo Milhas, Roberto Uriburu            | 3h23'41" |
| 5    | Belgio        | Antwerpia V Fernand Carlier, Maurice Passelecq, Emmanuel Pauwels, Victor Vandersleyen, Paul Van Halteren | 3h28'33" |

## Regate di finale

### 1ª regata
Si è disputata il 25 luglio.
| Pos. | Nazione       | Nome Barca - Atleti                                                                                      | Tempo    |
| ---- | ------------- | --- | -------- |
| 1    | Norvegia      | Bera Carl Ringvold Sr., Rick Bockelie, Harald Hagen, Ingar Nielsen, Carl Ringvold Jr.                    | 4h17'22" |
| 2    | Gran Bretagna | Emily Ernest Roney, Edwin Jacob, Thomas Riggs, Walter Riggs, Harold Fowler                               | 4h18'41" |
| 3    | Francia       | Namoussa Louis Bréguet, Pierre Gauthier, Robert Girardet, André Guerrier, Georges Mollard                | 4h36'03" |
| -    | Belgio        | Antwerpia V Fernand Carlier, Maurice Passelecq, Emmanuel Pauwels, Victor Vandersleyen, Paul Van Halteren | DNF      |

### 2ª regata
| Pos. | Nazione       | Nome Barca - Atleti                                                                                      | Tempo    |
| ---- | ------------- | --- | -------- |
| 1    | Norvegia      | Bera Carl Ringvold Sr., Rick Bockelie, Harald Hagen, Ingar Nielsen, Carl Ringvold Jr.                    | 2h47'14" |
| 2    | Francia       | Namoussa Louis Bréguet, Pierre Gauthier, Robert Girardet, André Guerrier, Georges Mollard                | 2h51'49" |
| 3    | Gran Bretagna | Emily Ernest Roney, Edwin Jacob, Thomas Riggs, Walter Riggs, Harold Fowler                               | 2h52'37" |
| 4    | Belgio        | Antwerpia V Fernand Carlier, Maurice Passelecq, Emmanuel Pauwels, Victor Vandersleyen, Paul Van Halteren | 3h00'00" |

## Classifica Finale
| Pos.    | Nazione       | Nome Barca - Atleti                                                                                      | Fase Finale | Fase Finale | Fase Finale | Fase Eliminatoria | Fase Eliminatoria | Fase Eliminatoria | Fase Eliminatoria |
| Pos.    | Nazione       | Nome Barca - Atleti                                                                                      | 1ª          | 2ª          | Totale      | 1ª                | 2ª                | 3ª                | Totale            |
| ------- | ------------- | --- | ----------- | ----------- | ----------- | ----------------- | ----------------- | ----------------- | ----------------- |
| Oro     | Norvegia      | Bera Carl Ringvold Sr., Rick Bockelie, Harald Hagen, Ingar Nielsen, Carl Ringvold Jr.                    | 1           | 1           | 2           | 2                 | 4                 | 1                 | 7                 |
| Argento | Gran Bretagna | Emily Ernest Roney, Edwin Jacob, Thomas Riggs, Walter Riggs, Harold Fowler                               | 2           | 3           | 5           | 3                 | 1                 | 3                 | 7                 |
| Bronzo  | Francia       | Namoussa Louis Bréguet, Pierre Gauthier, Robert Girardet, André Guerrier, Georges Mollard                | 3           | 2           | 5           | 1                 | 5                 | 2                 | 8                 |
| 4       | Belgio        | Antwerpia V Fernand Carlier, Maurice Passelecq, Emmanuel Pauwels, Victor Vandersleyen, Paul Van Halteren | 4           | 4           | 8           | 5                 | 2                 | 5                 | 12                |
| 5       | Argentina     | Blue Red Juan Carlos Milberg, Rolando Aguirre, César Gérico, Bernardo Milhas, Roberto Uriburu            |             |             |             | 4                 | 3                 | 4                 | 11                |